# Marisabel Lomba

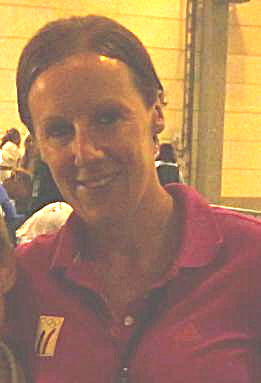
Marisabel Lomba (2011)

Marie Isabelle Françoise Lomba, kurz Marisabel Lomba oder Marisabelle Lomba, (* 17. August 1974 in Charleroi) ist eine ehemalige belgische Judoka. Sie war Olympiadritte 1996 und Europameisterin 1997.

## Sportliche Karriere
Die 1,65 m große Marisabel Lomba startete meist im Leichtgewicht. In dieser Gewichtsklasse war sie 1994, 1995, 1997, 2001 und 2002 belgische Meisterin. 
1992 war Lomba Fünfte bei den Junioreneuropameisterschaften. 1994 belegte sie mit der belgischen Equipe den dritten Platz bei den Mannschaftseuropameisterschaften. Bei den Weltmeisterschaften 1995 in Chiba schlug sie in ihren ersten drei Kämpfen die Spanierin Isabel Fernández, die Niederländerin Jessica Gal und die Ungarin Maria Pekli. Im Halbfinale unterlag sie der Kubanerin Driulis González und im Kampf um die Bronzemedaille der Portugiesin Filipa Cavalleri, am Ende war sie Fünfte. Bei den Olympischen Spielen 1996 in Atlanta verlor Lomba ihren ersten Kampf gegen die Südkoreanerin Jung Sun-yong, mit Siegen in der Hoffnungsrunde über die Japanerin Noriko Mizoguchi, Zülfiyyə Hüseynova aus Aserbaidschan und die Chinesin Liu Chuang kämpfte sich Lomba zur Bronzemedaille durch. 
1997 besiegte Lomba im Finale der Europameisterschaften vor heimischem Publikum in Ostende die Spanierin Isabel Fernández. Bei den Weltmeisterschaften in Paris verlor sie im Halbfinale gegen die Spanierin und unterlag im Kampf um Bronze der Französin Magali Baton. Bei den Mannschaftseuropameisterschaften erkämpften die Belgierinnen 1997 Silber. Nachdem sie bei den Mannschaftsweltmeisterschaften 1998 Bronze gewonnen hatten, waren die Belgierinnen 1999 Mannschaftseuropameisterinnen. 2000 besiegte Lomba Isabel Fernández im Achtelfinale der Europameisterschaften, belegte aber am Ende nur den siebten Platz. Bei den Olympischen Spielen in Sydney gewann sie ihre beiden Auftaktkämpfe, unterlag dann aber im Viertelfinale der Kubanerin Driulis González. Nach einer Niederlage gegen die Französin Barbara Harel in der Hoffnungsrunde belegte Lomba den neunten Platz. Ende 2000 gewann Lomba noch einmal Bronze bei den Mannschaftseuropameisterschaften, 2001 siegte die belgische Equipe. 2004 beendete Lomba ihre Karriere.